# Artematopodidae
Artematopodidae es una familia de insectos elateriformes del orden Coleoptera. Estos son escarabajos herbívoros de cuerpos blandos.
Miden de 2.5 a 10 mm de longitud. Tiene ojos compuestos ligeramente o muy prominentes, finamente facetados, sin cerdas de interfaz; omatidios tipo hexagonal. No posee ocelos. Antenas filiformes o dentadas, con 11 secciones pubescentes, que alcanzan más allá del protorax, pero no alcanzan la mitad de los élitros.

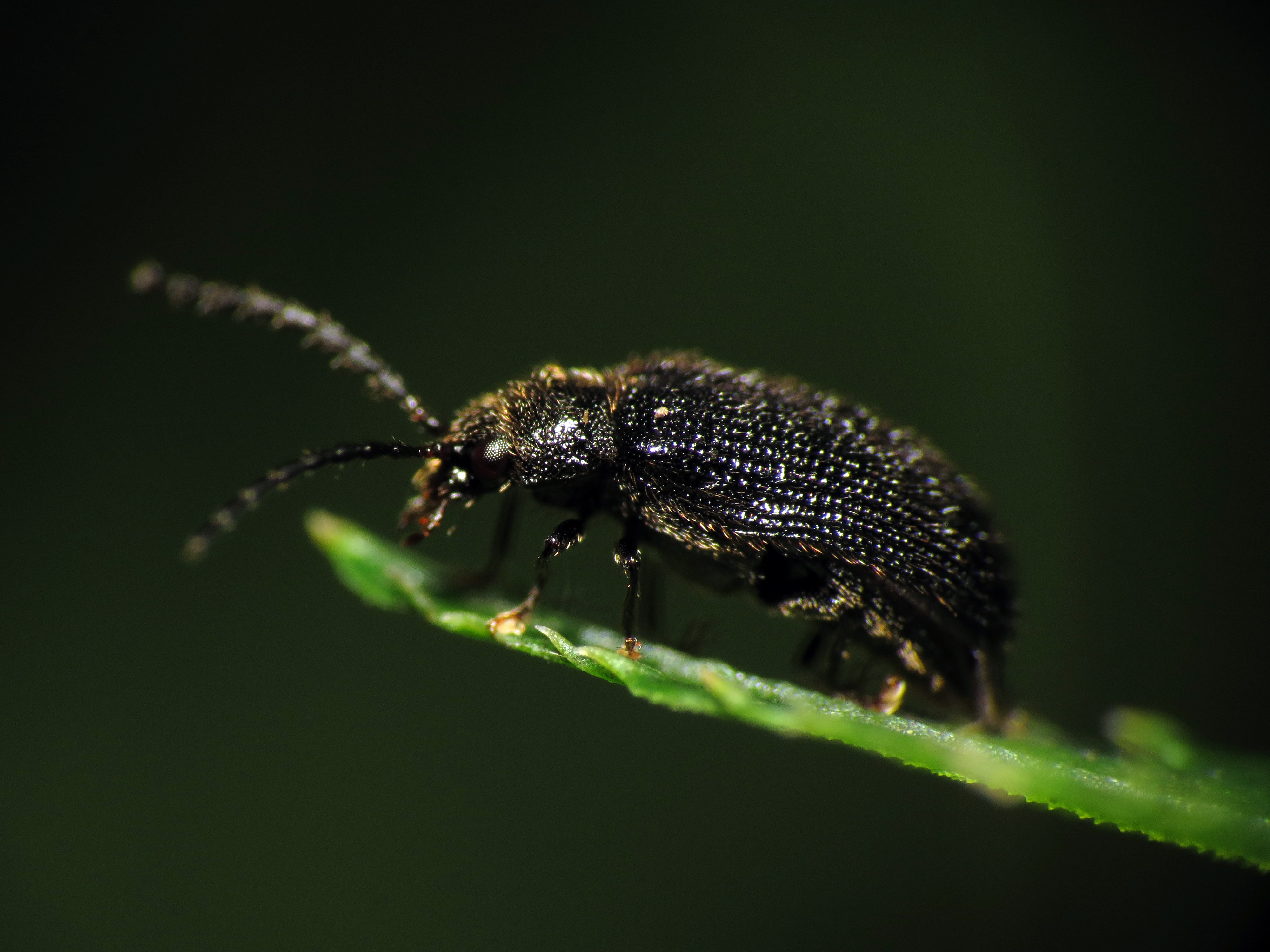
Eurypogon niger

## Géneros
- Allopogonia Cockerell, 1906
- Artematopus Perty, 1830
- Brevipogon Lawrence, 2005
- Carcinognathus Kirsch, 1873
- Ctesibius Champion, 1897
- Electribius Crowson, 1973
- Eurypogon Motschulsky, 1859
- Macropogon Motschulsky, 1859